# Rurik-Expedition

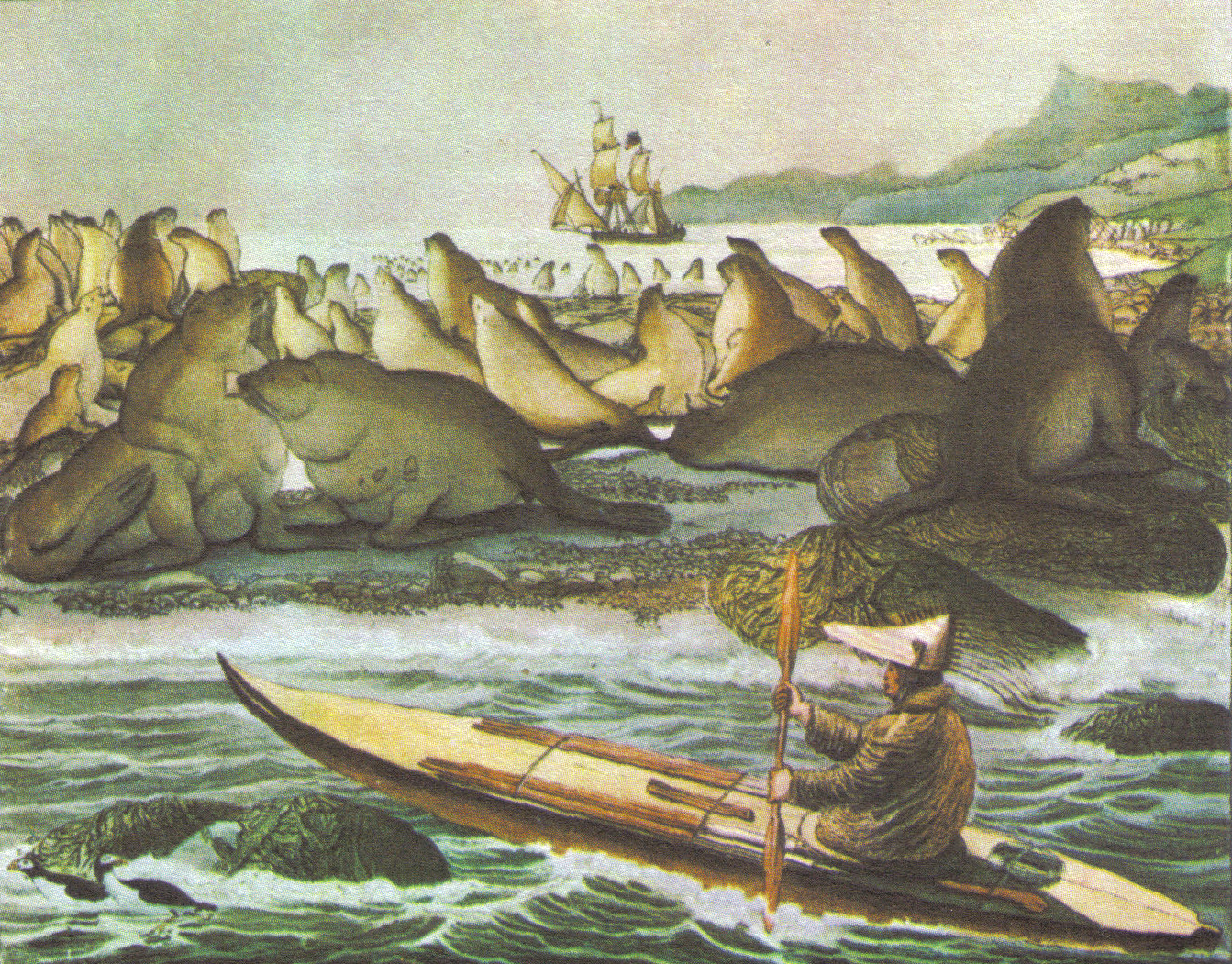
Die Rurik liegt vor der Insel Sankt Paul, um für die Nordfahrt Verpflegung zu laden (Zeichnung: Ludwig Choris)

Die russische Rurik-Expedition (veraltet Rurick-Expedition) war eine Weltumsegelung, die vom 30. Juli 1815 bis zum 3. August 1818 unter dem Kommando von Otto von Kotzebue stattfand und zur Entdeckung und Erkundung der Nordwestpassage dienen sollte. Die Expedition des Kriegsschiffes Rurik (russisch Рюрик) wurde durch den russischen Grafen Nikolai Petrowitsch Rumjanzew (russisch Никола́й Румянцев) ausgerüstet und finanziert. Sie fand mit wohlwollender Unterstützung des Zaren Alexander I. statt. Aufgrund widriger Wetterbedingungen erreichte sie ihr Ziel jedoch nicht und kehrte früher als geplant zurück. Die historische Bedeutung der Expedition liegt in den zahlreichen Neuentdeckungen entlang der gesamten Route sowie den menschlichen und kulturellen Erfahrungen, welche die Besatzung von dieser dreijährigen Reise mitbrachte.

## Expeditionsziel

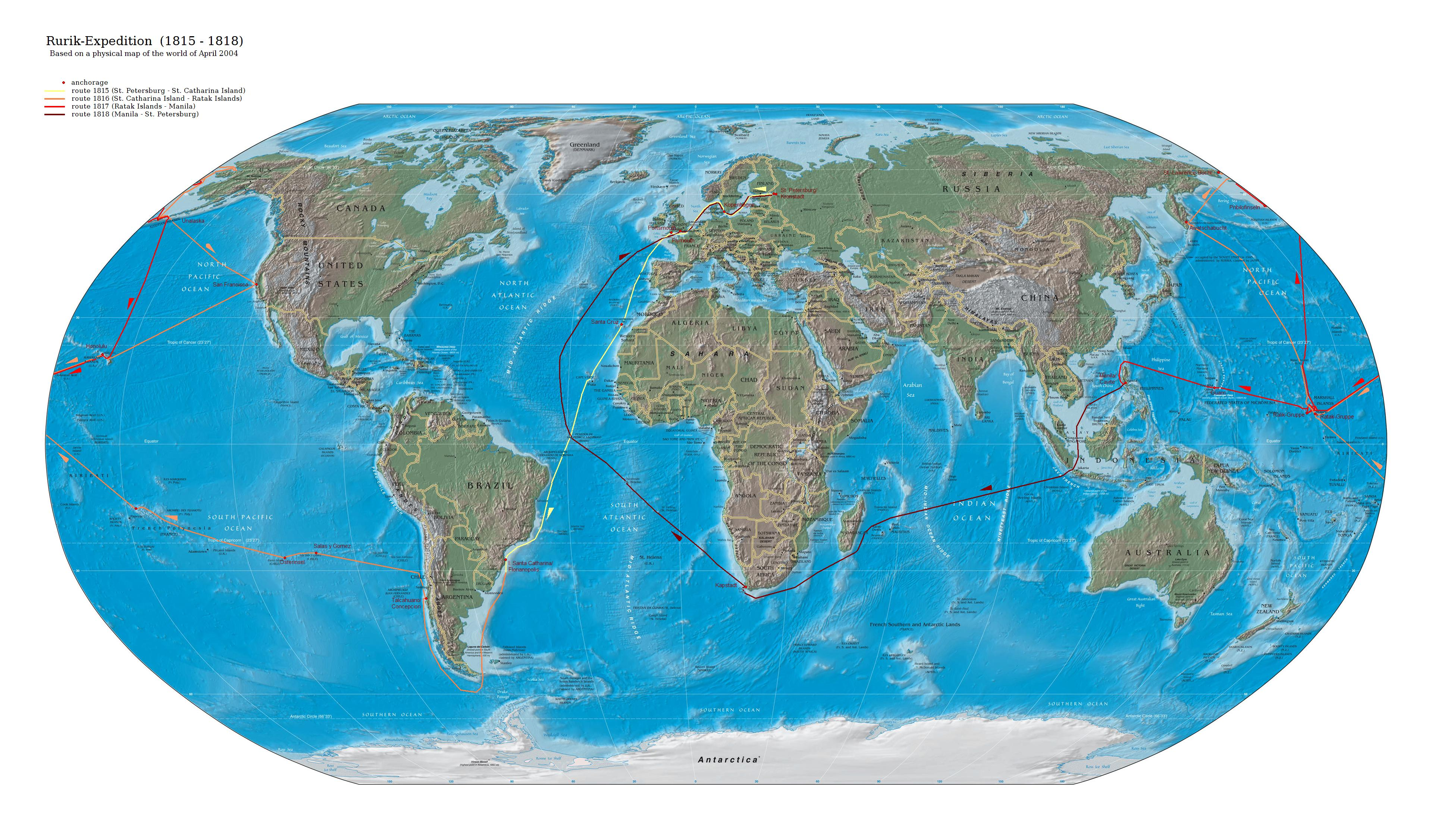
Die Route der Expedition (1815–1818)

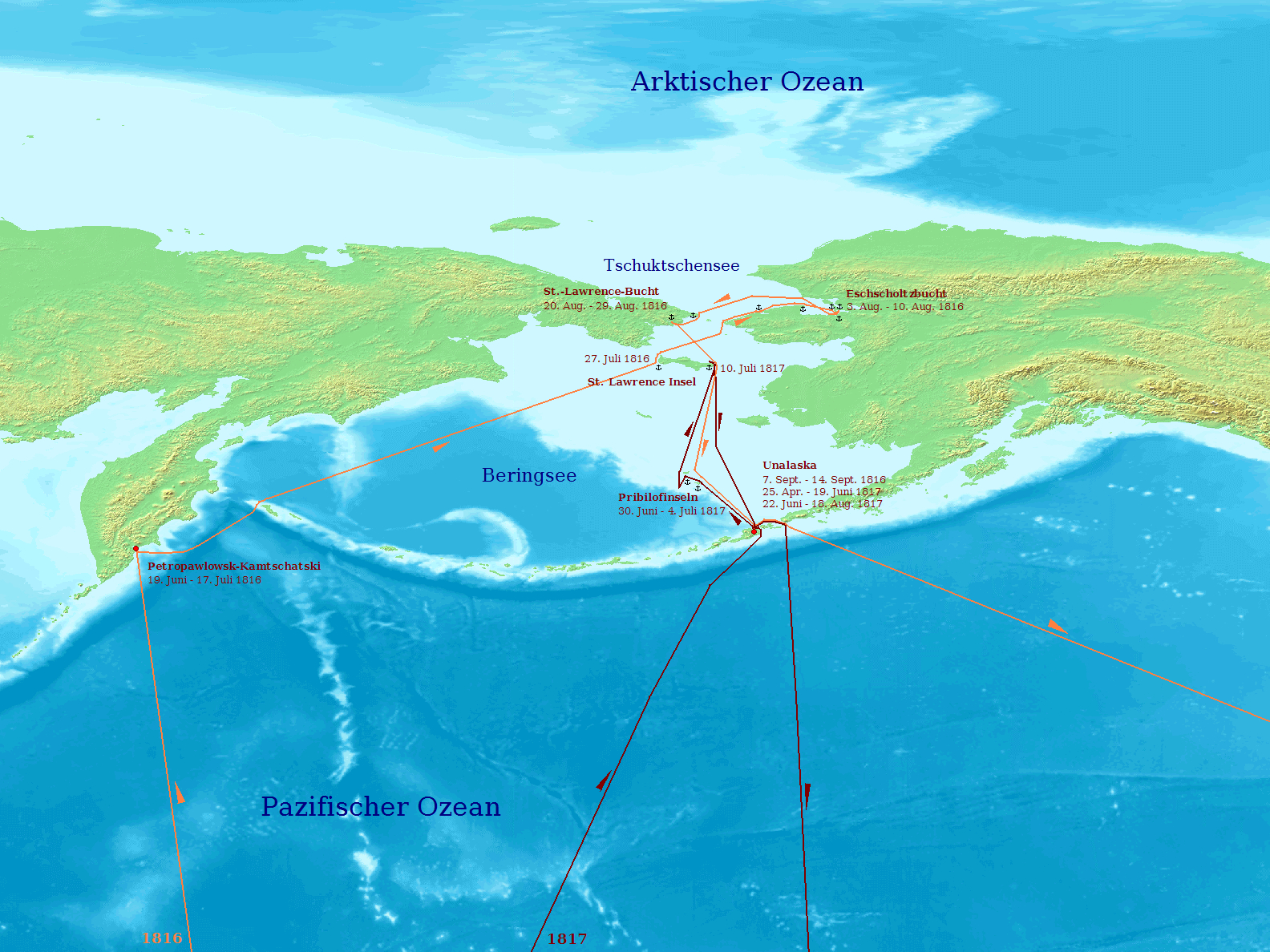
Route der Sommerkampagnen in den Jahren 1816 und 1817

Der russische Wunsch, die Nordwestpassage zu finden, hatte vornehmlich wirtschaftliche Gründe. Die Versorgung der Handelsstützpunkte an der Ostküste Russlands und in der Kolonie Russisch-Amerika, die sich an der amerikanischen Westküste von Alaska bis San Francisco erstreckte, war über den Landweg quer über den asiatischen Kontinent nur schwer aufrechtzuerhalten und kostete viel Geld. Die Suche nach einem Seeweg im Norden des europäischen und asiatischen Kontinents (Nordostpassage) hatte noch nicht den erwünschten Erfolg gebracht. Die Seewege um die Südspitze Afrikas (Kap der Guten Hoffnung) oder Amerikas (Kap Hoorn) hingegen erwiesen sich als zeitaufwändig und wegen vielfältiger Bedrohungen, unter anderem durch widriges Wetter und Piraterie, nicht ungefährlich. Daher hoffte Russland eine Durchfahrtsmöglichkeit im Norden des amerikanischen Kontinents zu entdecken, welche weitaus kürzer und eventuell einfacher zu befahren gewesen wäre.
Da alle Versuche, diesen Seeweg aus östlicher Richtung zu entdecken, bis dato gescheitert waren, sollte die Passage diesmal von Westen aus gefunden und in entgegengesetzter Richtung erforscht und durchfahren werden. Man versprach sich die Ausgangslage der Expedition dadurch verbessern zu können, dass Russland über zahlreiche Handelsstützpunkte an der Westküste des nordamerikanischen Kontinents verfügte, welche als Anlaufpunkte zur Versorgung der Mannschaft und die sonstige logistische Unterstützung der Kampagne dienen konnten.
Die Reise sah zwei Sommerkampagnen (1816 und 1817) vor: Die erste sollte der Erkundung geeigneter Ankerstellen nördlich der Beringstraße dienen. Mit der zweiten hoffte man, im darauffolgenden Sommer von dort aus weiter nach Norden und Osten vordringen zu können.
Die Expedition erreichte, wie viele vor und nach ihr, das gesteckte Ziel nicht. Otto von Kotzebue konnte jedoch eine zusammenhängende Meeresströmung nachweisen, die der erste wissenschaftliche Beleg für die Existenz der Nordwestpassage war. Außerdem kartografierte von Kotzebue über 400 Inseln in Polynesien und weite Teile der Westküste Alaskas. Die Naturforscher dokumentierten eine große Zahl unbekannter Tier- und Pflanzenarten.

## Expeditionsteilnehmer
Neben den drei Untersteuerleuten Chramtschenko, Petrow und Koniew, zwei Unteroffizieren, einem Koch und 20 Matrosen nahmen folgende Personen an der Expedition teil:
- Otto Jewstafjewitsch von Kotzebue (1787–1846), Leutnant der kaiserlich-russischen Kriegsmarine, Kapitän der Rurik und Leiter der Expedition.
- Johann Friedrich Eschscholtz (1793–1831), Schiffsarzt und Naturforscher
- Adelbert von Chamisso (1781–1838), Naturforscher (Titulargelehrter), Verfasser des Tagebuchs Reise um die Welt in den Jahren 1815–1818
- Ludwig Choris (1795–1828), Zeichner (stand auch den Naturforschern zur Dokumentation zur Verfügung)
- Morten Wormskjold (1783–1845), freiwilliger Naturforscher (ging in Petropawlowsk-Kamtschatski von Bord)
- Gleb Simonowitsch Schischmarew, Erster Leutnant
- Iwan Jakowlewitsch Sacharin, Zweiter Leutnant
- Wassili Stepanowitsch Chromtschenko, Steuermann-Assistent

Im Laufe der Reise gingen zeitweise folgende Personen an Bord:
- 17. August 1815: Lotse für die Fahrt im Kanal und nach Plymouth.
- 1. Oktober 1816: zwei russische Matrosen sowie ein Passagier: Elliot de Castro, Leibarzt des Königs von Hawaii (von San Francisco bis Hawaii)
- 23. Februar 1817: der Südseeinsulaner Kadu (während der gesamten Sommerkampagne 1817)
- 27. Mai 1817: zwei Dolmetscher für die Dialekte der nördlicheren Küstenvölker
- August 1817: vier Aleuten zur Verstärkung der Mannschaft

## Das Schiff
Die Rurik, benannt nach dem warägischen Fürsten und Begründer Russlands Rurik (ca. 830 bis ca. 879), war eine kleine Brigg von 180 Tonnen. Für den Verlauf der Expedition wurde ihr erlaubt, die kaiserlich-russische Kriegsflagge zu führen. Sie galt daher als Kriegsschiff. Da das vordringliche Ziel der Reise die Entdeckung der Nordwestpassage war, hatte man sie nur zweitrangig als Forschungsschiff ausgestattet. Die mitreisenden Forscher mussten sich deshalb den militärischen Gepflogenheiten an Bord unterordnen.
Bezeichnend hierfür sind die Worte von Kotzebues an Adelbert von Chamisso, „daß [er] als Passagier an Bord eines Kriegsschiffes, wo man nicht gewohnt sei, welche zu haben, keinerlei Ansprüche zu machen habe“. Es stand den Forschern nur wenig Raum für Pflanzen- und Artefaktsammlungen zur Verfügung. Ein Großteil der Sammlungen wurde sofort in versiegelten Kisten unter Deck verstaut. Wie Adelbert von Chamisso beschreibt, wurden offen ausgelegte Sammlungen häufig (auch auf Befehl des Kapitäns) über Bord geworfen, da sie die Matrosen in ihren alltäglichen Aufgaben an Bord behinderten.
Das Schiff war nur leicht bewaffnet, die acht Kanonen wurden fast ausschließlich zur Abgabe von Salutschüssen während des Ein- und Auslaufens in fremden Häfen benutzt. Gegen Ende der Fahrt begegnete die Rurik in der Nähe der Sundastraße vermeintlichen Piratenschiffen, die mithilfe von Warnschüssen auf Abstand gehalten wurden.
Vor der zweiten Sommerkampagne im Jahr 1817 geriet die Rurik vor Kamtschatka in einen Sturm und wurde stark beschädigt. Die eilig durchgeführten Reparaturarbeiten in Unalaska stellten eher Schadensbegrenzung als eine vollkommene Wiederherstellung dar. Der Zustand der Rurik galt offiziell als einer der Gründe, warum von Kotzebue nicht weiter nach Norden fahren wollte und das Expeditionsziel aufgab. Während der Rückfahrt wurde die Rurik in der Werft von Cavite auf den Philippinen generalüberholt.

## Expeditionsverlauf

### Von St. Petersburg nach Kamtschatka

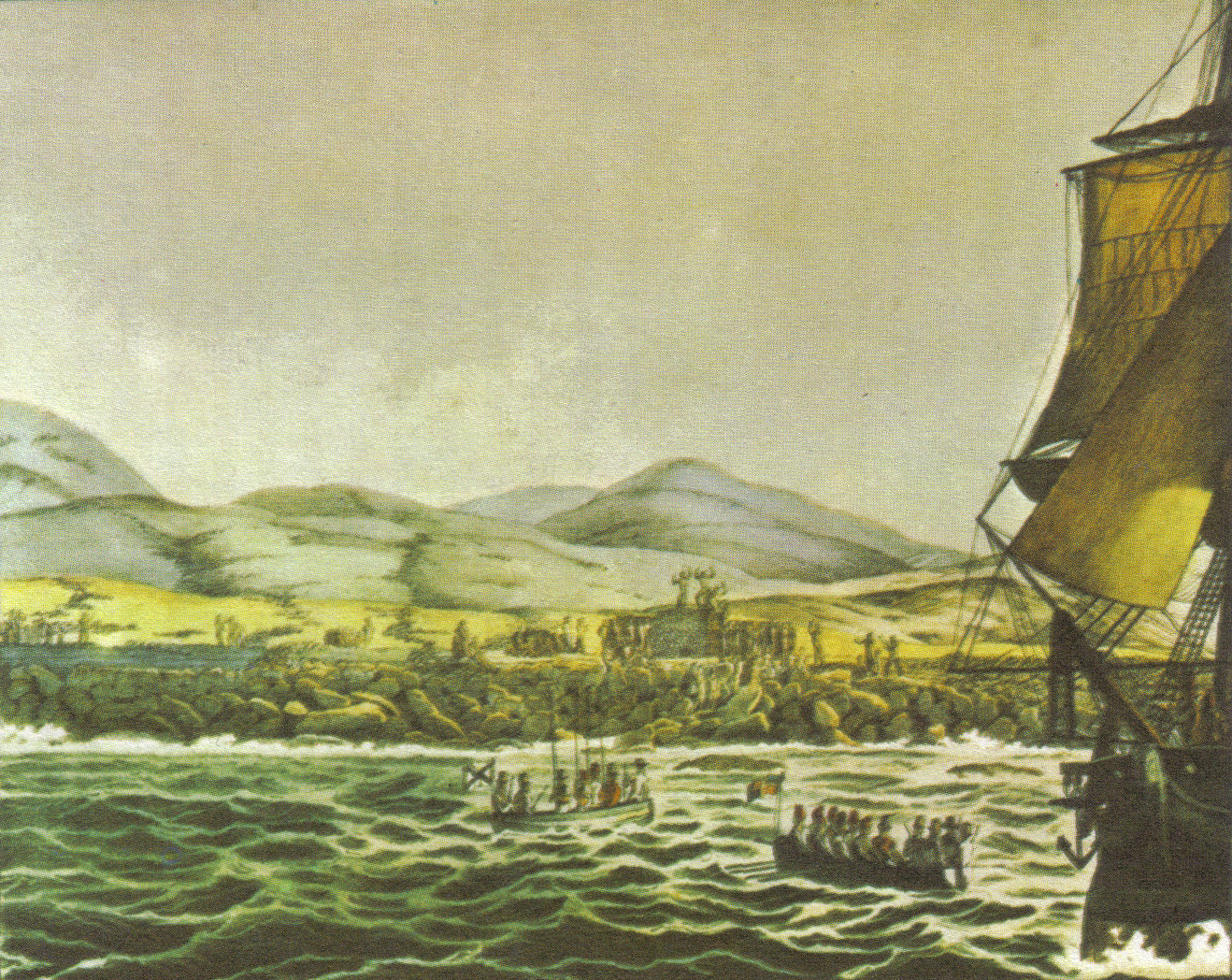
Die Rurik ankert vor der Osterinsel (Zeichnung: Ludwig Choris)

Die Rurik sollte über das Kap Hoorn den Pazifik erreichen. Bei dieser ersten großen Etappe der Reise, von Sankt Petersburg und Kronstadt ausgehend, profitierten vor allem die Naturforscher der Expedition von einigen Landgängen. Nach einem ersten kurzen Aufenthalt in Kopenhagen ging es weiter nach Plymouth an der englischen Südküste, um sich dort für die lange Atlantiküberquerung zu rüsten. Ein mehrtägiger Aufenthalt auf Teneriffa in den kanarischen Inseln ermöglichte den Naturforschern erste Erkundungstouren in einer ihnen neuen Welt. Schließlich erreichte die Rurik am 12. Dezember 1815 die Insel Ilha de Santa Catarina vor Brasilien und legte bei Florianópolis an.
Der weitere Verlauf der Reise bis zur russischen Halbinsel Kamtschatka – um das Kap Hoorn herum – war vor allem von einem langen Aufenthalt in Talcahuano, Chile geprägt, bei denen ausschweifende Feste mit dem Gouverneur, dem Kommandanten und den Edelleuten der Stadt und Umgebung gefeiert wurden. Die anschließende Reise quer durch den Pazifik wurde eilig durchgeführt, um früh genug in der Bucht von Awatscha einzutreffen und die Sommerkampagne von 1816 vorzubereiten. Es galt, die wenigen warmen Tage des Jahres zu nutzen, um weit genug nach Norden vordringen zu können, bevor die winterliche Vereisung wieder einsetzte.
Für den Weg nach Awatscha wählte Otto von Kotzebue eine Route fernab der üblichen Handelsrouten. Hierbei kartografierte er zahlreiche Inseln der polynesischen Inselwelt, die bis dahin noch nicht erkundet worden waren. Die Namen, die den Inseln damals gegeben wurden, haben sich jedoch aufgrund der späteren Kolonisation durch verschiedene andere Nationen bis in die Gegenwart häufig geändert. Am 19. Juni 1816 legte die Rurik in der Bucht von Awatscha vor Petropawlowsk-Kamtschatski an.

### Sommerkampagne 1816

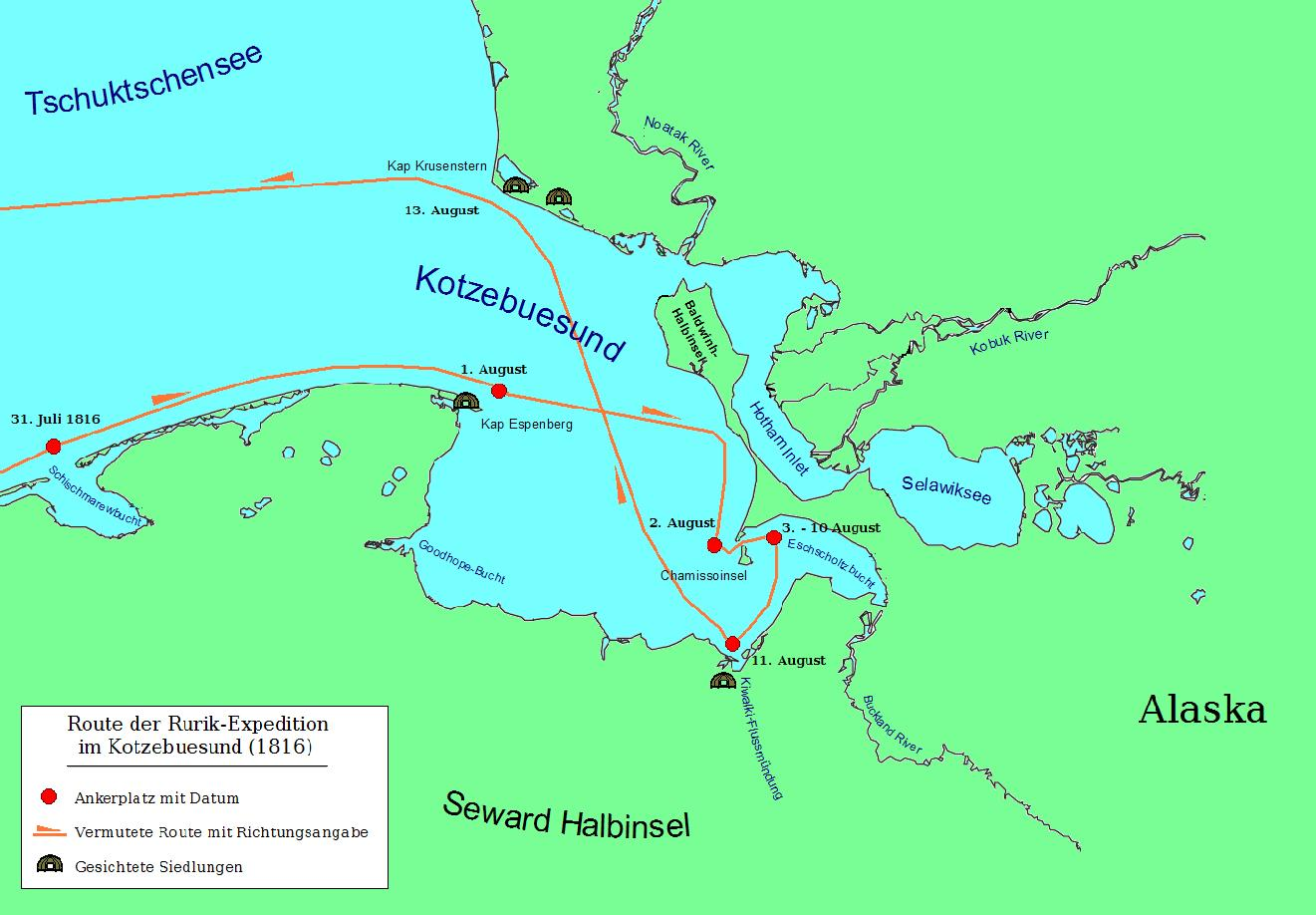
Route im Kotzebuesund

Die Sommerkampagne von 1816 begann am 14. Juli mit dem Auslaufen aus der Bucht von Awatscha auf der Halbinsel Kamtschatka und endete mit dem Einlaufen im Hafen von Unalaska, einer Insel der Aleuten, am 7. September. Sie diente dazu, das Meer und die Küsten nördlich der Beringstraße zu erkunden und geeignete Ankerplätze zu finden, um ein weiteres Vorstoßen während der Sommerkampagne 1817 vorzubereiten. Während dieser Fahrt wurden der Kotzebuesund mit der Eschscholtzbucht und der Chamisso-Insel und weitere Landmarken entdeckt (siehe Karte rechts).
Außerdem wurde Kontakt zu den dort lebenden Einheimischen hergestellt und gepflegt. Nach erster vorsichtiger Annäherung gelang es oft, Handel zu betreiben: Gegen Nadeln, Scheren, Messer und vor allen Dingen Tabak konnten die Expeditionsteilnehmer Proviant, Kleidung und handwerkliche Kulturzeugnisse in Form von Gegenständen des täglichen Gebrauchs, Kunstwerken oder Kultgegenständen eintauschen.
Die Rurik segelte weiter von der Awatscha-Bucht auf einem Nord-Ost-Kurs, bis sie auf die Sankt-Lorenz-Insel traf, und durchquerte darauf die Beringstraße entlang der Küste Alaskas. Hier folgte der Kapitän zuerst einer sandbankartigen Inselkette, welche unmittelbar vor der Küste lag, bis die Schischmarew-Bucht erreicht wurde. Nach kurzer Erkundung der Bucht wurde die Reise bis zum nördlichen am Eingang zum Kotzebuesund gelegenen Kap Espenberg fortgesetzt. In der Hoffnung, dort den Zugang zur Nordwestpassage gefunden zu haben, erfolgte am 2. August die Kursänderung nach Osten. Die Rurik traf jedoch schon bald auf die Baldwin-Halbinsel und folgte dem Küstenverlauf nach Süden, bis sich der Eingang zur Eschscholtzbucht auftat, in die das Schiff zwischen der Baldwin-Halbinsel und der Chamisso-Insel hineinsegelte. Der Kapitän ließ in den darauffolgenden Tagen die Bucht mit Ruderbooten erkunden, musste jedoch erkennen, dass hier kein Weiterkommen war. Am 7. August entdeckte Eschscholtz im Süden der Bucht bereits Eisberge.

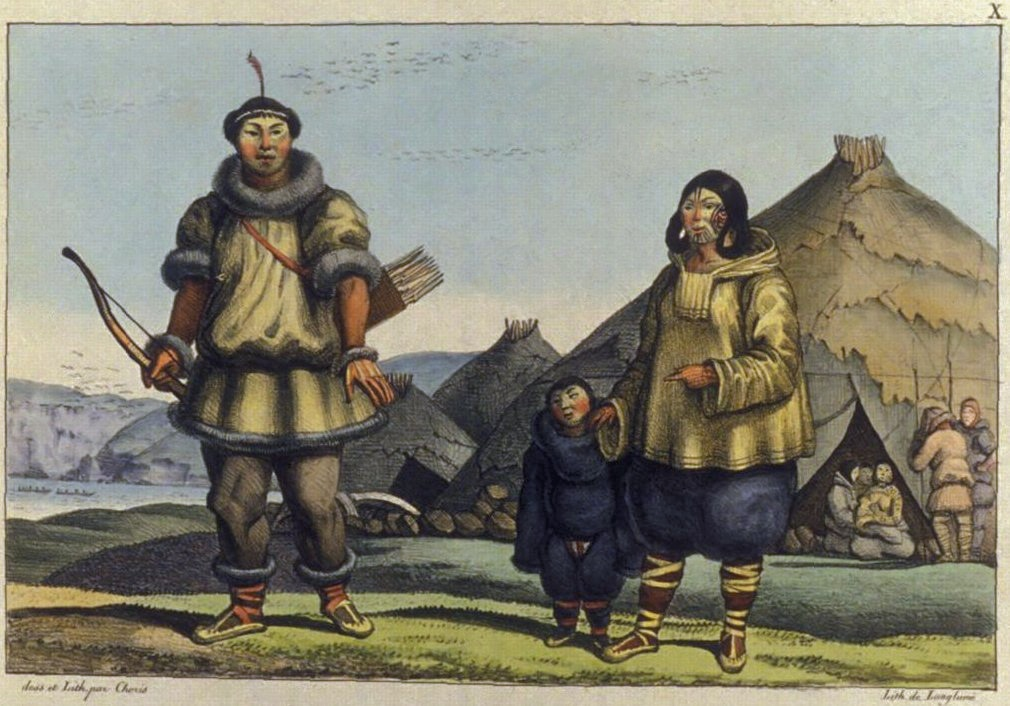
Eine Tschuktschen-Familie nahe der Beringstraße (Zeichnung: Ludwig Choris)

Am 11. August nahm die Expedition die Reise wieder auf und folgte der südlichen Küste des Kotzebuesunds bis zur Mündung des Kiwalik River. Dort befragte von Kotzebue einen Eskimo über den weiteren Verlauf des Flusses. Er vermutete eine direkte Verbindung zum südlichen Nortonsund quer durch die Seward-Halbinsel. Weil diese Vermutung nicht bestätigt werden konnte, wurde die Expedition in nördlicher Richtung wiederaufgenommen, bis sie das Kap Krusenstern im Norden des Eingangs zum Sund erreichte. Wegen des mittlerweile fortgeschrittenen Sommers entschloss sich der Kapitän, die Tschuktschensee in westlicher Richtung zu überqueren und entlang der russischen Küste die Beringstraße in Richtung Süden zu passieren.
Südlich der Meerenge segelte die Rurik in die Sankt-Lorenz-Bucht (russisch zaliv Lavrentija) ein und ankerte dort. Der Kapitän tauschte mit den dort lebenden Tschuktschen frisches Rentierfleisch. Während des Aufenthalts kamen zahlreiche Tschuktschen aus der südlichen Metschigmenskischen Bucht (russisch Mečigmeskij zaliv) in die Sankt-Lorenz-Bucht, um die Neuankömmlinge zu bestaunen. Wegen schlechten Wetters ließ der Kapitän erst am 29. August Kurs auf die Ostspitze der Sankt-Lorenz-Insel setzen. Aufgrund anhaltenden dichten Nebels lief die Rurik in respektvollem Abstand entlang der Insel nach Osten, wagte nicht zu ankern und legte schließlich Kurs nach Süden. Am 3. September kam die Insel Saint Paul der Pribilof Islands in Sicht. Auch hier segelte die Rurik weiter und lief am 7. September in den Hafen von Unalaska ein.
In Unalaska wurde der Agent der „Russisch-Amerikanischen Kompanie“ (einer russischen Handelsgesellschaft) mit der Vorbereitung der Sommerkampagne des nächsten Jahres beauftragt, während die Rurik die Winterzeit in südlicheren Breiten verbringen sollte. Außerdem sollten sich 16 Alëuten (darunter ein Übersetzer) bereithalten, um im Folgejahr mit nach Norden zu fahren.

### Von Unalaska durch den Ostpazifik

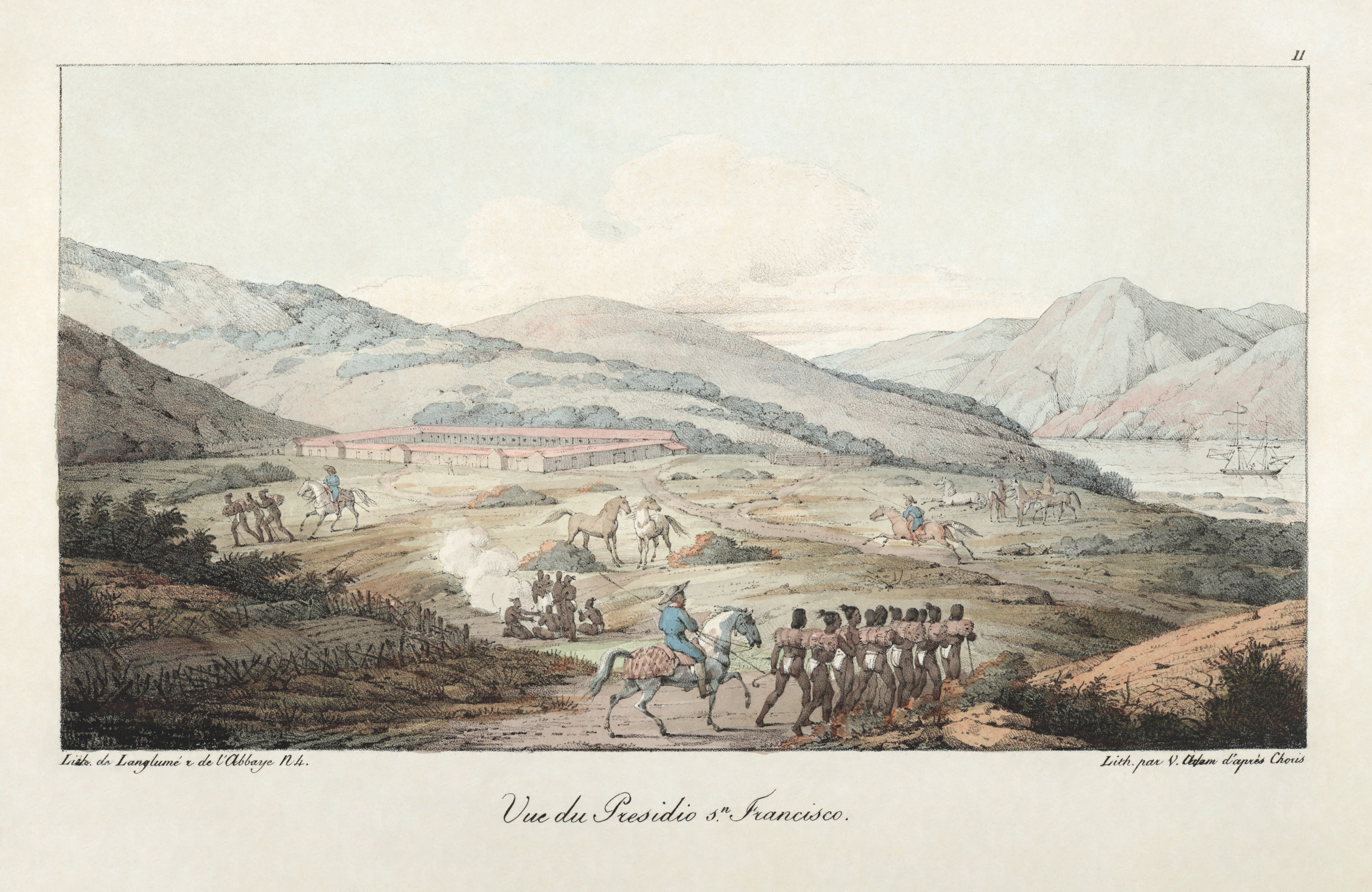
Das Presidio von San Francisco (Zeichnung: Ludwig Choris)

Um dem harten Winter im Norden auszuweichen und der Mannschaft etwas Erholung vor der geplanten Sommerkampagne 1817 zu gönnen, wich die Rurik nach Süden in wärmere Regionen aus. Diese Fahrt führte sie von Unalaska nach San Francisco im spanischen Kalifornien und weiter nach Hawaii und den Marshallinseln.
In San Francisco und Hawaii musste die Besatzung diplomatische Aufgaben übernehmen, die weit über den Rahmen ihrer wissenschaftlichen Mission hinausgingen. Zunächst wurde im Presidio von San Francisco in Verhandlungen zwischen dem spanischen Gouverneur der Region Don Paolo Vicente de Sola und dem Russischen Reich – vertreten durch Otto von Kotzebue in seiner Funktion als Leutnant der kaiserlich-russischen Marine – eine Auseinandersetzung vorläufig beigelegt, die das Vorgehen der Russisch-Amerikanischen Handelskompanie an der kalifornischen Küste betraf: Es war zu völkerrechtlichen Unstimmigkeiten mit russischen Kolonisten gekommen, welche ohne Erlaubnis der Spanier etwas weiter nördlich an der Bodega Bay eine Siedlung für den Pelzhandel und ein Fort errichtet hatten. Es gelang von Kotzebue, einen möglichen bewaffneten Konflikt dadurch zu vertagen, dass er beide Parteien dazu bewog, ihr weiteres Vorgehen von der Haltung ihrer jeweiligen Regierungen abhängig zu machen. Eine offizielle Reaktion der betroffenen Regierungen erfolgte jedoch nicht und so blieb der Status quo noch für geraume Zeit erhalten.
Auch Hawaii war kurz zuvor Opfer einer politischen Auseinandersetzung mit Kräften der Russisch-Amerikanischen Handelskompanie geworden. Zwei ihrer Handelsschiffe hatten die russische Flagge auf einer der Inseln gehisst und so versucht, diese für den Zaren in Besitz zu nehmen. Ein Blutvergießen konnte dank der Vermittlung einiger dort ansässiger Europäer und Amerikaner zwar noch rechtzeitig abgewandt werden, aber als Reaktion auf ihre Vertreibung hatten die russischen Seefahrer gedroht, die Inseln mit Krieg zu überziehen. In dieser Situation erreichte die Rurik Hawaii und fand sich mit einer großen Anzahl bewaffneter und kampfbereiter Insulaner konfrontiert. Glücklicherweise hatte die Rurik in San Francisco Elliot de Castro an Bord genommen, den Leibarzt des Königs von Hawaii. Dieser konnte vermitteln, bevor es zu kriegerischen Auseinandersetzungen kam. Als Gast König Kamehamehas I. vermochte Otto von Kotzebue diesen in der Folge von seiner und des russischen Reiches friedlicher Gesinnung zu überzeugen.

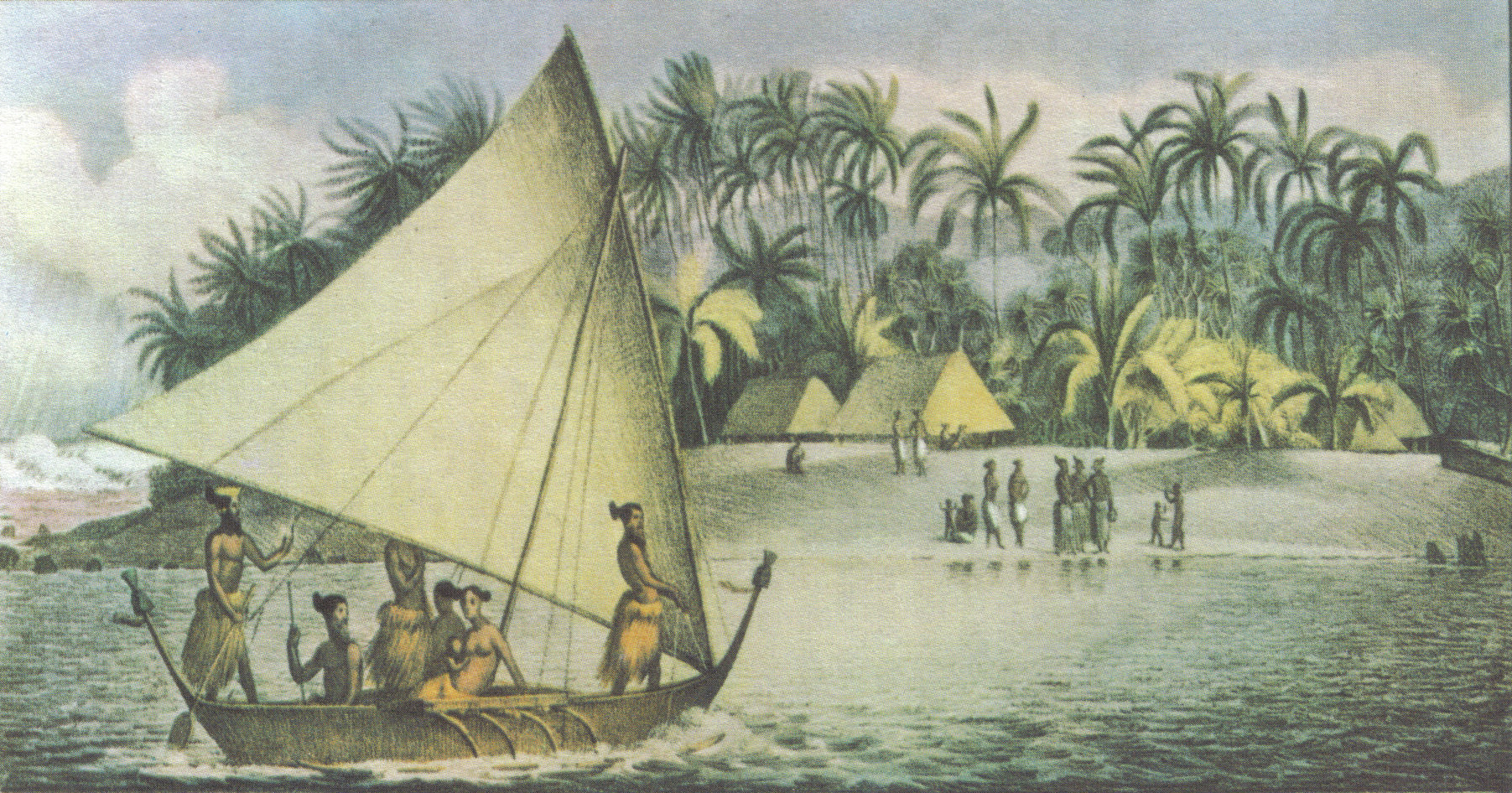
Die Krusensterninseln (heute Tikehau). Die nördlich gelegene Ratak-Kette besuchte die Rurik dreimal. (Zeichnung: Ludwig Choris)

In der Inselwelt der Marshallinseln besuchte die Expedition danach zahlreiche Inselkönigreiche. Hauptsächlich wurde die Ratak-Kette kartografiert und man versuchte, den Einheimischen, die von den eher kargen Ressourcen der Inseln leben mussten, neue Nahrungsquellen durch den Anbau von Obst und Gemüse nahezubringen. Diese Versuche scheiterten jedoch fast vollständig, denn Ratten verwüsteten die angelegten Kleingärten zu einem großen Teil und die Insulaner nahmen Nutztiere nur schwer an. Trotzdem waren die Beziehungen zwischen den Vertretern der beiden Kulturen ebenso offen wie freundschaftlich und ließen einen regen Tauschhandel sowie die Übergabe von Geschenken zu. Bei der Abfahrt schloss sich ein Rataker namens Kadu der Expedition an und sowohl Naturforscher als auch Kapitän nutzten die sich hieraus ergebende Möglichkeit, mehr über Sprache, Kultur und Geografie dieser Inselwelt zu erfahren.
Auf der Fahrt zurück nach Norden geriet die Rurik in einen schweren Sturm, der das Schiff stark beschädigte. Nur mit Mühe gelangte die Expedition in den sicheren Hafen von Unalaska. Drei Matrosen waren in dem Unwetter schwer verletzt worden und auch die Gesundheit des Kapitäns hatte gelitten. Viel Zeit blieb nicht, um das Schiff wieder seeklar zu machen, denn der Sommer setzte bereits ein und so wurde die Rurik nur notdürftig wieder instand gesetzt und schnellstens für die zweite Sommerkampagne ausgerüstet.

### Sommerkampagne 1817

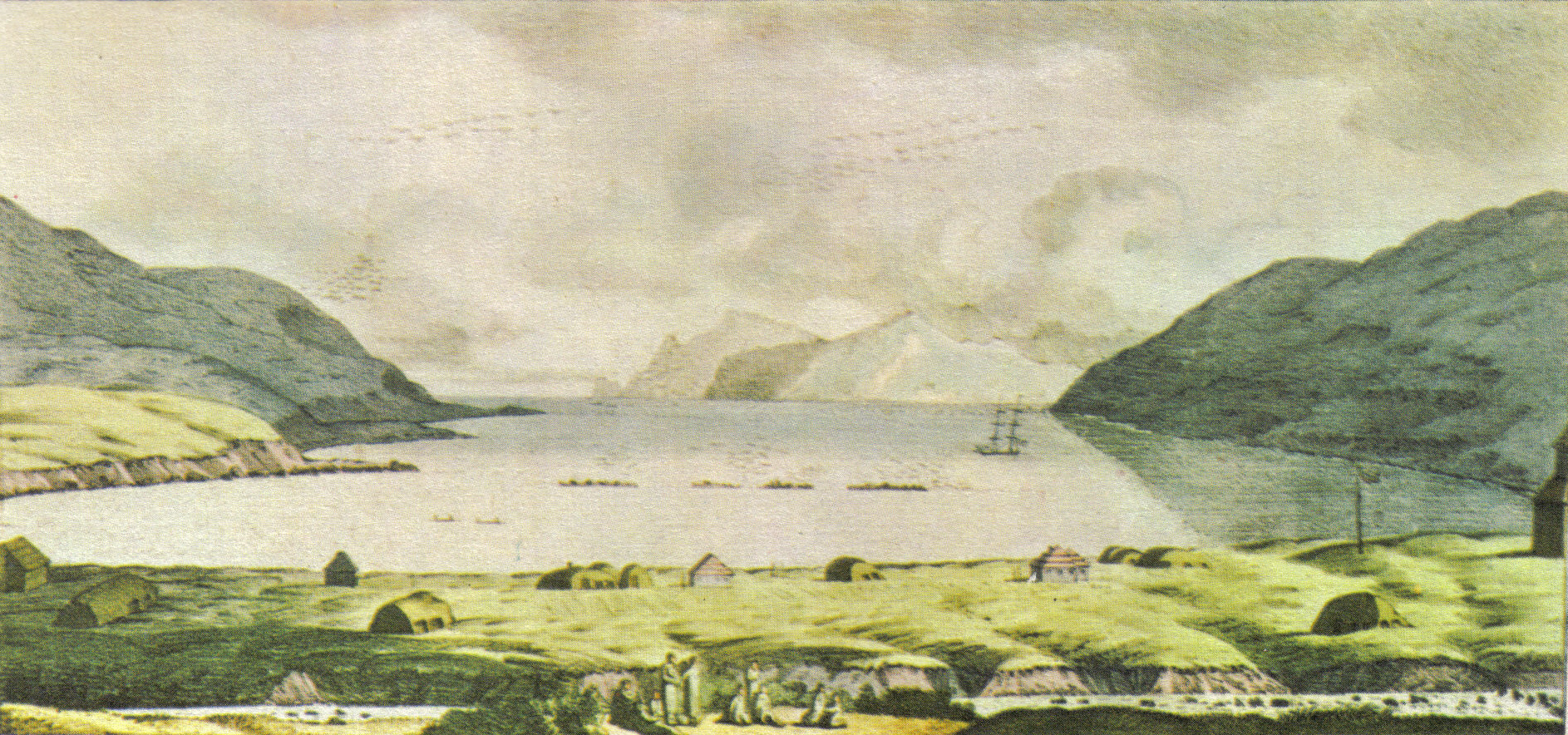
Der Hafen von Unalaska diente der Rurik dreimal als Versorgungsstation (Zeichnung: Ludwig Choris)

Die Erwartungen, die an die Expedition gestellt wurden, konnten nicht erfüllt werden. Die Expedition sollte ausgehend von den im Sommer 1816 erkundeten Küsten und Ankerplätzen die Nordwestpassage finden. Hierfür nahm man fünfzehn Aleuten mit an Bord sowie eine Reihe kleiner Boote. Sollte es sich als unmöglich erweisen, die Reise an Bord der Rurik fortzusetzen, wollte man diese an einem sicheren Ankerplatz zurücklassen und die Reise mithilfe der Aleuten auf den kleinen Booten fortführen. Doch nachdem sich die Mannschaft auf Unalaska und den Pribilof Islands mit Verpflegung und Ausrüstung eingedeckt hatte, standen die Vorzeichen schlecht: Der Winter hatte in diesem Jahr lange gedauert, die Eisschmelze setzte erst spät ein und auch die Gesundheit des Kapitäns begann, sich aufgrund der niedrigen Temperaturen und des nassen Wetters zunehmend zu verschlechtern.
Als am 10. Juli die Ostspitze der St.-Lawrence-Insel erreicht wurde, erfuhr der Kapitän von Tschuktschen, dass das Eis im Norden erst seit einigen Tagen aufgebrochen sei und mit der Strömung langsam nach Norden treibe. Noch am selben Tag ließ der Kapitän die Anker lichten und umsegelte die Insel. Doch bereits am Abend wurde Eis gesichtet. Der Kapitän litt an starken Brustschmerzen und war bettlägerig. Der Schiffsarzt versicherte dem Kapitän, dass er sein Leben aufs Spiel setze, wenn er sich weiter nach Norden begebe. Auch der Zustand des Schiffes war nicht ideal, um den harten Bedingungen des Nordens zu trotzen.
Unter diesen Umständen entschied sich der Kapitän am 12. Juli, das Expeditionsziel aufzugeben und über Unalaska, Hawaii, die Marshallinseln und Manila in die Heimat zu segeln. Diese Entscheidung wurde später stark kritisiert. Es war damals unüblich, insbesondere auf einem Kriegsschiff, den Verlauf einer Reise von der Gesundheit des Kapitäns abhängig zu machen, wenn noch weitere Offiziere (wie z. B. der Leutnant Schischmarew) an Bord waren, die das Kommando hätten übernehmen können. Es wurde auch spekuliert, dass sich das nach Norden treibende Packeis nach dem Ausweichen der Rurik nach Kamtschatka oder der St.-Lawrence-Bucht geöffnet hätte. Der schriftliche Befehl des Kapitäns stand jedoch fest und die Rückfahrt nach Unalaska wurde angetreten.
Die Rurik kehrte um und durchkreuzte die Beringsee mit Kurs auf Unalaska, ohne die St.-Matthew-Insel und die Pribilof Islands wegen nebligen Wetters zu sehen. Am 22. Juli lief die Rurik erneut in den Hafen von Unalaska ein.

### Rückfahrt über Manila
Während eines kurzen Aufenthaltes auf Unalaska wurde die Expeditionsausrüstung für den Norden und ein Großteil der zusätzlich aufgenommenen Alëuten ausgeschifft. Anschließend segelte die Rurik nach Hawaii, wo die Forscher erneut den König trafen. Von da aus ging die Reise zu den Marshallinseln. Der Empfang dort war jedoch nicht überschwänglich, da der Großteil der Männer in den Krieg gegen ein benachbartes Inselkönigreich gezogen war. Hier ging auch der Rataker Kadu wieder von Bord. In Anbetracht der instabilen Lage blieb die Rurik nur kurz vor diesen Inseln liegen. Man versuchte, in der Eile noch einige Gärten anzulegen und Nutzvieh unterzubringen. Kadu sollte die Pflege dieser neuen Nahrungsquellen überwachen.
Die Rurik segelte daraufhin nach Manila, wo das während der Nordfahrten in Mitleidenschaft gezogene Schiff in der Werft von Cavite repariert wurde. Nach einem langen Aufenthalt ging es dann weiter durch die Sundastraße in den Indischen Ozean, der bis ans Kap der Guten Hoffnung an der Südspitze Afrikas durchkreuzt wurde. Dort ankerte die Rurik kurze Zeit in Kapstadt. Danach setzte die Expedition ihre Fahrt entlang der Inseln des Südatlantiks fort und kehrte über die Kanarischen Inseln nach Portsmouth in England zurück. Das letzte Stück der Reise erfolgte auf direktem Weg zur Festung Kronstadt und weiter nach Sankt Petersburg.

## Forschungsarbeiten

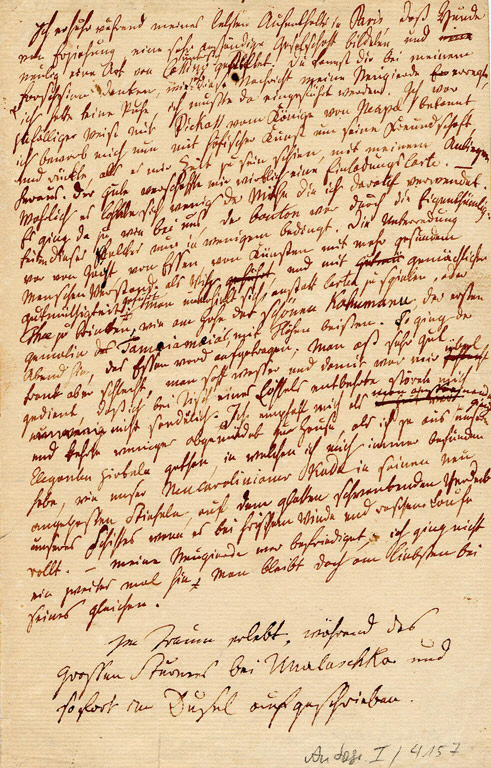
Chamisso: Während der Sturmnächte an Bord der Rurik, April 1817

Adelbert von Chamisso musste bereits zu Beginn der Reise bedauernd feststellen, dass seine Rolle als Titulargelehrter an Bord der Rurik nur von zweitrangiger Bedeutung war. Doch erst zu Beginn der Sommerkampagne 1816 begann er die Gründe hierfür zu erahnen, als er erfuhr, dass das wesentliche, ja fast ausschließliche Ziel der Expedition in der Erforschung der Nordwestpassage bestand und alle seine Forschung nur schmückendes Beiwerk darstellen sollten, um den damaligen Zeitgeist zu befriedigen, welcher eben einforderte, dass derartige Expeditionen von Gelehrten begleitet wurden. Es ging jedoch letztendlich um „hohe Politik“, nämlich darum, dass Russland sich zur damaligen Zeit bereits darüber im Klaren war, dass es die Kolonien auf dem amerikanischen Festland nur dann auf Dauer zu halten in der Lage sein würde, wenn es einen gangbaren Seeweg im Nordmeer erschließen konnte, um jene zu versorgen und mit ihnen stabile Handelsbeziehungen einzugehen. Da vom Zaren die Wahrscheinlichkeit eines Erfolges nur gering eingeschätzt wurde, blieb es dem Grafen Rumjanzew überlassen, die Kampagne zu finanzieren.
Der Neugierde Chamissos tat diese Sachlage jedoch keinen Abbruch. Von Anfang an sammelte er alles, von dem er annahm, es könne für irgendeinen Zweig der damaligen Wissenschaft von Bedeutung sein: Pflanzen, Tiere, Mineralien, Knochen und handwerkliche Erzeugnisse der besuchten Völker. Selbst vor menschlichen Schädeln schreckte seine Sammelleidenschaft nicht zurück. Wo immer er konnte, versuchte er zu katalogisieren und zu beschreiben, was er vorfand, und studierte nicht zuletzt die Sprachen, Sitten und Gebräuche der Menschen, welchen er begegnete. Hier galt seine große Liebe den Völkern Polynesiens und Mikronesiens. Mehr als einmal musste er erleben, dass Teile seiner Sammlung von den Matrosen des eigenen Schiffes teils mutwillig, teils aus Unkenntnis zerstört oder verstümmelt wurden. Doch unverdrossen machte er weiter, und so gelang es ihm am Ende doch, eine nicht unerhebliche Sammlung von Zeugnissen einer Europa damals noch fremden Welt nach Hause zu bringen.
Da der Initiator der Reise Graf Rumjanzew nicht auf irgendwelchen Besitztiteln an den mitgebrachten Artefakten bestand, konnte von Chamisso diese am Ende der Reise nach Berlin verschiffen. Er schenkte den größten Teil der gesammelten Natur- und Kulturzeugnisse dem Botanischen Garten in Berlin, wo er als zweiter Kustos eine Anstellung fand. Neben einem Band des offiziellen Expeditionsberichts veröffentlichte er 1836 sein Reisetagebuch Reise um die Welt in den Jahren 1815–1818 sowie im Jahre 1837 seine Sprachstudie Über die Hawaiische Sprache.

## Nach der Expedition
Die Rurik wurde nach der Ankunft in Sankt Petersburg verkauft. Otto von Kotzebue verfasste einen ausführlichen Expeditionsbericht, der durch die Berichte der einzelnen Expeditionsteilnehmer ergänzt wurde.
Nach seiner Ernennung zum Kapitän unternahm von Kotzebue 1823 bis 1826 auf der Predprijatije erneut eine Weltreise, auf welcher er von Johann Friedrich Eschscholtz begleitet wurde. Sie besuchten auch die Inselketten, die sie mit der Rurik entdeckt hatten. Sie stellten fest, dass die Versuche, neue Nahrungsmittel und Nutzvieh auf den Inseln zu verbreiten, größtenteils fehlgeschlagen waren.
Die Nordwestpassage verlor für Russland an Bedeutung. Nachdem die verschiedenen Suchexpeditionen nach dem verschollenen britischen Entdecker John Franklin um die Mitte des 19. Jahrhunderts die Bedeutungslosigkeit der nordwestlichen Durchfahrt für die Schifffahrt bewiesen hatten, begann gleichzeitig der Pelzhandel an der amerikanischen Westküste nachzulassen. Die Aufgabe der Siedlungen in Nordamerika mündete schließlich in den Verkauf von Alaska im Jahre 1867. Zur direkten Versorgung der russischen Siedlungen am Pazifik diente infolge die 1879 durch Adolf Erik Nordenskiöld neu erschlossene Nordostpassage und der Bau der Transsibirischen Eisenbahn (1891–1916).